# Liam Moore
Liam Moore (Loughborough, 31 januari 1993) is een Engels voetballer die doorgaans als centrale verdediger speelt. Hij verruilde Leicester City in augustus 2016 voor Reading.

## Clubcarrière
Moore stroomde in 2011 door vanuit de jeugd van Leicester City. Dat verhuurde hem in augustus 2011 voor vier maanden aan Bradford City, destijds actief in de League Two. Hiermee debuteerde Moore in het betaald voetbal. Later dat seizoen speelde Moore zijn eerste wedstrijd in het eerste van Leicester, op dat moment actief in de Championship. Op 14 september 2013 scoorde hij zijn eerste doelpunt voor Leicester City, tijdens een 2-0 thuisoverwinning op Wigan Athletic. Na afloop van het seizoen 2013/14 promoveerde hij met de club naar de Premier League. Hij won in mei 2016 met Leicester City de Premier League. Het was het eerste landskampioenschap in het bestaan van de club.

## Erelijst

### MetLeicester City
| Competitie            | Aantal | Jaren   |
| --------------------- | ------ | ------- |
| Kampioen Championship | 1x     | 2013/14 |

1 Button ·
2 Mola ·
3 Holmes ·
4 Elliott ·
5 Mclntyre ·
6 Dean ·
7 Knibbs ·
8 Savage ·
9 Ballard ·
10 Smith ·
11 Azeez ·
12 Mukairu ·
14 Ejaria ·
15 Ehibhatiomhan ·
17 Yiadom  ·
18 Guinness-Walker ·
22 Pereira ·
23 Hutchinson ·
27 Mbengue ·
29 Wing ·
31 Boyce-Clarke ·
Coach: Sellés